# Pseudoquist
Els pseudoquists són com els quists, però no tenen cèl·lules epitelials o endotelials, constituents de la paret. No s'ha de confondre un pseudoquist amb l'anomenada “aparença pseudoquística”, principalment radiogràficament, d'altres lesions, com el quist ossi estàtic de Stafne i el quist ossi aneurismàtic de les mandíbules.
Les tomografies computaritzades (TC) s'utilitzen per a la imatge inicial dels quists i l'ecografia endoscòpica s'utilitzen per diferenciar quists i pseudoquists.
Els símptomes i les complicacions causades pels pseudoquists requereixen cirurgia. El drenatge endoscòpic és un mètode popular i eficaç de tractament de pseudocists.